# Berlin Township (Illinois)
Pour les articles homonymes, voir Berlin Township.
Cet article possède un paronyme, voir Berlin Charter Township.
Berlin Township est un township du comté de Bureau dans l'Illinois, aux États-Unis,. 